# شفافية (بصريات)

مقارنة بين 1:العتامة، 2:الشفوفية، 3:الشفافية، وخلف كل لوحة يوجد نجمة

الشفافية (بالإنجليزية: transparency or pellucidity or diaphaneity)‏ في علم البصريات، هي خاصية فيزيائية للمادة التي تسمح للضوء بالمرور خلالها، أما الشفوفية (بالإنجليزية: translucency)‏ فإنها تسمح للضوء بالمرور من خلالها وتبدده. وعكس هذه الخاصية تسمى العتامة (بالإنجليزية: opacity)‏.
يمكن الرؤية من خلال المواد الشفافة النقية، ولا يمكن الرؤية من خلال المواد الشفيفة بوضوح حتى البيضاء منها.
وفي علم المعادن يستخدم مصطلح (بالإنجليزية: diaphaneity)‏ للدلالة على الشفافية.
لا تشمل الشفوفية الرؤية من خلال الأجسام الملونة مثل الزمرد في حالته المقطوعة (الذي يكون شفافًا) ولكن يتضمن الأجسام مثل الزجاج المسنفر الذي يسمح للضوء بالمرور لكن بدون صورة واضحة.

## اقرأ أيضاً
- عتامة
- بصريات الاغشية الرقيقة